# Anna Cantoni
Anna Cantoni, née le 18 août 1769 à Muggio et morte le 16 août 1846 à Muggio, est une figure représentative d'une famille des maestranze (des artisans), défendant les intérêts de sa lignée dans le val Muggio et à Gênes.
En 1787, elle épouse le frère de sa mère, Gaetano Cantoni et sa sœur Maria Giuseppa, épouse Simone Cantoni, avec l'aval du pape. Contrairement à elle, Anna Cantoni décide de suivre son mari dans son émigration. D'une manière peu courante pour les épouses d'artistes et d'artisans des maestranze, elle s'efforce de s'intégrer à la vie de la ville d'accueil. Ainsi, malgré les règles sociales strictes de l'époque, elle parvient à avoir une certaine liberté.

## Biographie

### Issue d'une famille aristocrate
Anna Cantoni, connue de tous sous le surnom d'Annetta, est la fille d'Anna Maria Cantoni et de Giuseppe Fontana, qui appartiennent à l'aristocratie de l'émigration qui a acquis renommée et fortune. Son père Giuseppe est l'un des nombreux fils de Carlo Fontana, surnommé le Castellano en raison de son influence économique et de son importance sociale au sein de la communauté. Sa mère, Anna Maria, quant à elle, est issue d'une lignée d'architectes renommés et des artisans, notamment son père Pietro. Ce dernier était chargé de la conception de tous les bâtiments publics ainsi que des résidences de la noble famille Brignole Sale à Gênes.

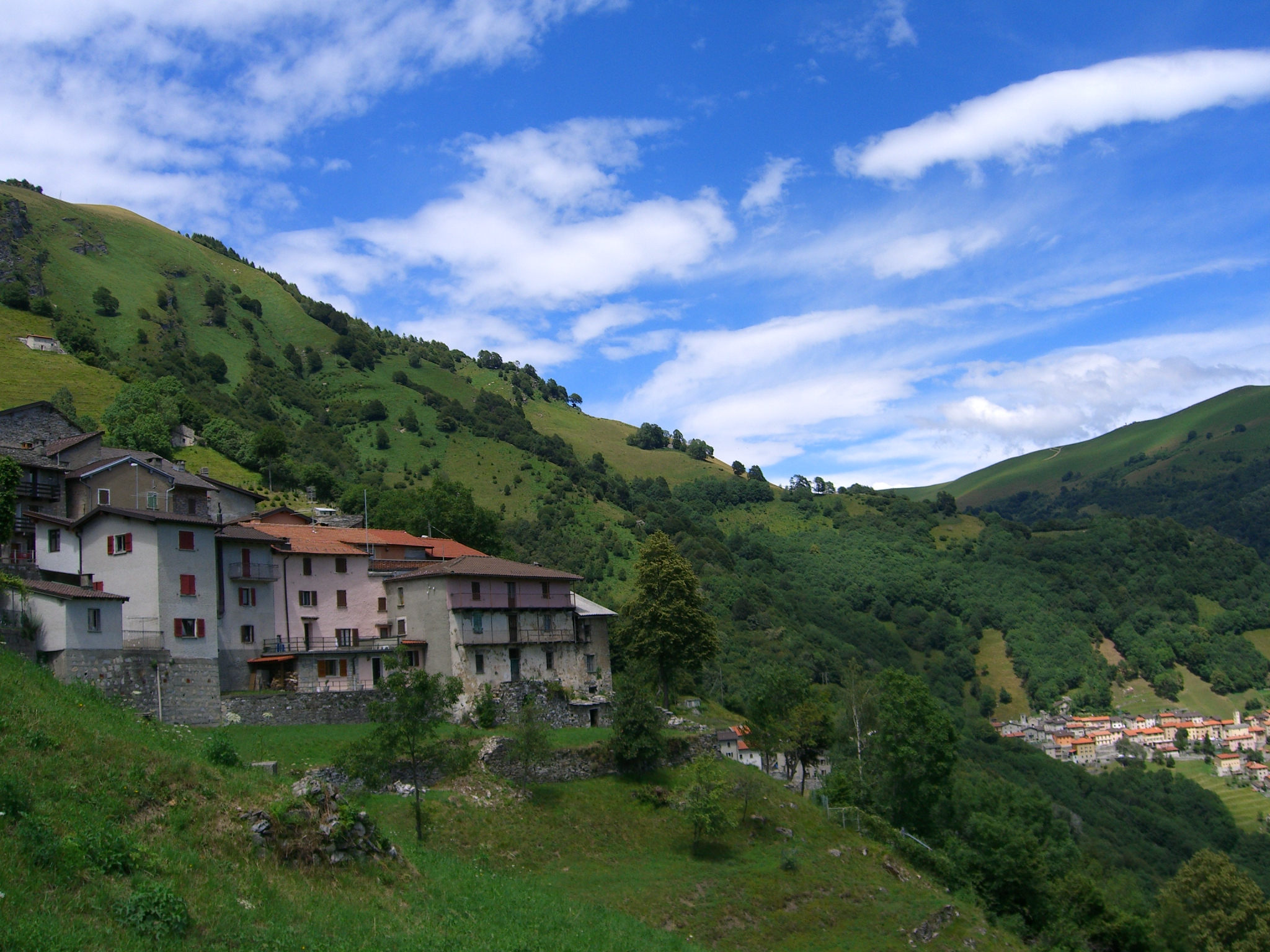
Vue sur la vallée de Muggio ou Anna Cantoni y grandit.

Elle est la cadette des trois enfants et passe sa jeunesse et son adolescence dans son village natal à Muggio. Son père, contremaître, travaille sur les chantiers de Pietro Lorenzo Cantoni, beau-père d'Anna Cantoni et de sa sœur. Le frère d'Anna Cantoni, Pier Luigi Fontana, participe également aux travaux des Cantoni en Ligurie. 
Une note manuscrite de Simone Cantoni, oncle et beau-frère d'Anna Cantoni, suggère qu'elle aurait séjourné (au moins en 1784) dans un monastère à Côme en compagnie de sa sœur aînée, Maria Giuseppa, où elle aurait probablement acquis une aisance en lecture et en écriture, compétences relativement rares chez les femmes des familles de maestranze.

### Alliances familiales
En 1787, avec l'accord du pape, les deux sœurs se marient à leurs deux oncles maternels : Anna Cantoni épouse Gaetano Cantoni, tandis que Maria Giuseppa épouse Simone Cantoni. Ce mariage entre parents proches reflète une stratégie familiale d'endogamie, courante parmi les familles fortunées du XVIIIe siècle pour préserver leur patrimoine.

#### Emménagement à Gênes

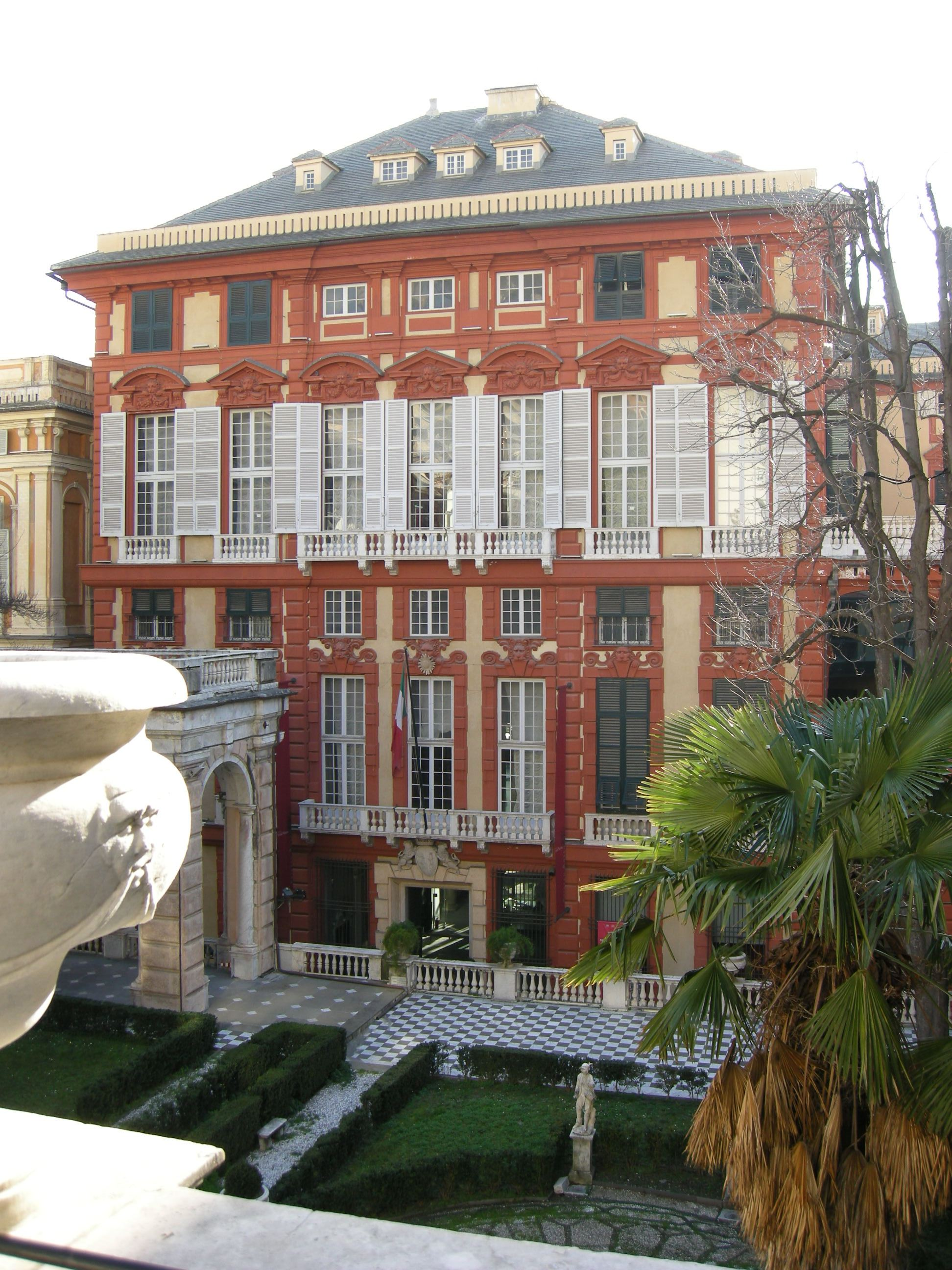
Palazzo Rosso : le lieu ou elle réside avec Gaetano Cantoni

Une fois unie à Gaetano Cantoni, architecte-ingénieur au service de Gênes et de la Ligurie, Anna Cantoni choisit de s'installer définitivement dans la capitale ligure, où elle réside jusqu'aux années 1820. Ensemble, ils doivent surmonter les épreuves causées par leur éloignement de leur lieu de naissance, telles que la maladie de Gaetano en 1819 et les difficultés financières qui surviennent après l'annexion de Gênes au royaume de Sardaigne.

##### Échanges épistolaires
Vivant à Gênes, Anna Cantoni entretient un réseau de relations grâce à une correspondance régulière avec des proches du val Muggio, ainsi qu'avec des connaissances à Gênes, dont Giovanni Battista Nervi, les nobles Brignole Sale, propriétaires du Palazzo Rosso où le couple résidait, et Annetta Demé, sa filleule à qui elle offre une dot pour entrer en religion. Par ailleurs, elle partage un lien affectif et intellectuel profond avec son frère Pier Luigi, qui lui voue une grande admiration. 
Les liens qu'elle entretient à Gênes visent à protéger les intérêts familiaux et à se connecter avec la ville et son propre entourage. Ainsi, certaines de ses lettres détaillent comment elle gère ses obligations quotidiennes ; d'autres expriment des sentiments d'affection et/ou d'estime. 
Parmi les personnes qui lui servent d'intermédiaires, Don Bartolomeo Bernasconi, le curé de Cabbio, se distingue par son assiduité. Il exprime à son tour, à travers ses demandes, l'estime qu'il porte à Anna, la qualifiant de « Dame bénie qui s'occupe de ses affaires avec trop de sollicitude ». Il lui conseille également de ne pas s'absenter trop longtemps de la maison, soulignant que « ce qui est nécessaire à Gênes l'est peut-être encore plus à Muggio, étant donné que Peppa, ne s'occupe que peu ou pas du tout des affaires de la maison ».
De plus, Anna Cantoni est une figure d'autorité incontestée à Muggio, comme le souligne le curé lui-même, qui espère son retour, car « elle est trop nécessaire non seulement pour le bien-être de sa maison, mais aussi pour celui de la communauté [...] ». 
Après le décès de son mari, Anna Cantoni retourne dans sa région natale mais continue de se rendre occasionnellement à Gênes pour gérer les affaires familiales et entretenir ses amitiés. Elle est très appréciée de ses paysans, notamment du fermier de Pianspessa et de celui du domaine de Morbio, dont elle reprend la gestion après la mort de Gaetano. Les locataires prennent régulièrement de ses nouvelles par le biais du curé de la paroisse et discutent des décisions à prendre avec le notaire Giuseppe Bossi, qui la tient informée de l'avancement des vendanges et de la récolte des châtaignes. 
En tout, une vingtaine de personnes, en plus des parents, parmi lesquelles des prêtres, des sœurs, des avocats, des professeurs, des secrétaires et des architectes, lui écrivent régulièrement ou de façon occasionnelle durant une période s'étendant de 1783 jusqu'à sa mort en 1846.

### Fin de vie
En 1839, alors qu'elle est déjà septuagénaire, elle envisage un dernier voyage, mais sa santé fragile l'en empêche. Durant ses dernières années, elle se consacre particulièrement à son cousin Luigi Fontana, l'aidant financièrement pendant ses études d'architecte et d'ingénieur. En 1846, peu avant son décès, elle le désigne comme héritier du patrimoine familial des Cantoni de Muggio.

### Biographie
- (it) Stefania Bianchi, I cantieri dei Cantoni: relazioni, opere, vicissitudini di una famiglia della Svizzera italiana in Liguria (secoli XVI-XVIII), Sagep, 2013, 295 p. (ISBN 8863731977)

### Fonds d'archives
- Archivio di Stato del Cantone Ticino, Bellinzone, Cantoni-Fontana.